# Погоня (фільм, 1994)
«Пого́ня» («The Chase») — американський пригодницький бойовик 1994 року, знятий режисером Адамом Ріфкіним.

## Сюжет
Двадцятивосьмирічний Джексон (Джек) Девіс Хеммонд (Чарлі Шин), засуджений до двадцяти п'яти років позбавлення волі за збройне пограбування банку, яке він не чинив, біжить із в'язниці й викрадає машину. Зіткнувшись із поліцією в магазині на автозаправці, він бере в заручниці відвідувачку магазинчика. Джек обеззброює поліцейських, що розгубилися, і їде із заручницею на її BMW. Дуже швидко погоня потрапляє в кадр телерепортера на гелікоптері й опиняється у прямому ефірі. Крім цього, в одній з поліцейських машин їде знімальна група. До того ж Джек дізнається, що його заручниця — Наталі Восс (Крісті Суонсон) — дочка промислового магната Делтона Восса (Рей Уайз); і отець Наталі впевнений, що це викрадення з метою отримання викупу. Поступово Наталі ддалі більше дізнається про Джека й починає йому співчувати. У результаті вона закохується в нього і стає впевнена, що він не міг вчинити злочини, за які засуджений. Якоїсь миті вони починають цілуватися й кохатися, поки Джек намагається керувати машиною.
Джек хоче бігти до Мексики, Наталі хоче поїхати разом із ним, проте поліцейські блокують мексиканський кордон. Джек звільняє Наталі, а вона неохоче покидає його. У фінальній сцені протистояння з поліцією Джек провокує стрілянину та гине. Проте це виявляється лише грою уяви Джека. Він здається. Але Наталі бере в заручники телепродюсера, що їхав разом із оператором у поліцейській машині. Однією кулею Наталі підриває поліцейський гелікоптер, що стоїть поблизу. Разом із Джеком вони викрадають гелікоптер телекомпанії та переправляються до Мехіко.
У сцені після титрів Чарлі Шин у костюмі клоуна під шум вертольотів та музику Вагнера пародує відому промову про «запах напалму вранці» підполковника Білла Кілгора з фільму «Апокаліпсис сьогодні».

## У ролях
- Чарлі Шин — Джек Гаммонд
- Крісті Свенсон — Наталі Восс, заручниця Джека
- Генрі Роллінз — офіцер Доббс
- Джош Мостел — офіцер Фігус
- Рей Вайз — Далтон Восс, батько Наталі
- Рокі Керролл — репортер Байрон Вайлдер
- Брі Вокер — ведуча Венді Соренсон
- Маршалл Белл — Арі Джозефсон, адвокат Джека
- Клаудія Крістіан — Івонн Восс, мачуха Наталі
- Наталія Ногуліч — Френсіс Восс, мати Наталі
- Кері Елвс — ведучий Стів Хорсґруві
- Флі — Дейл, водій
- Ентоні Кідіс — Вілл
- Кассіан Елвс — продюсер реаліті-шоу
- Рон Джеремі — оператор
- Марко Перелла — поліцейський
- Джон С. Дейвіс — репортер Корі Стейнхофф
- Р. Брюс Елліотт — репортер Френк Смунц
- Джеймс Р. Блек — поліцейський

## Знімальна група
- Режисер — Адам Ріфкін
- Сценарій — Адам Ріфкін
- Продюсери — Кассіан Елвс, Бред Вайман
- Оператор — Алан Джонс
- Композитор — Річард Гіббс
- Монтаж — Пітер Шинк